# Habiganj (distrito)
Habiganj é um distrito localizado na divisão de Sylhet, em Bangladexe.